# Бутовичи
Бутовичи — дворянский род по Черниговской губернии Российской империи.
Потомство Богдана Бутовича (1649). Иван Богданович Бутович был войсковым товарищем. Один из сыновей его, Степан Иванович, был генеральным есаулом (1709—1717), а другой, Григорий Иванович, священником, а два внука, Демьян и Степан Степановичи, знатными бунчуковыми товарищами.
Внук последнего из них, Алексей Петрович (1759—1829), был черниговским и витебским губернатором. Его правнук, Яков Иванович Бутович (1881—1937) — известный херсонский коннозаводчик.
Род записан в VI часть родословной книги Черниговской губернии.

## Описание герба
В красном поле сердце, пронзённое двумя опрокинутыми стрелами в андреевский крест и сопровождаемое сверху золотым кавалерским крестом. Нашлемник: три страусовых пера.